# Элбэг Нигулэсугчи-хан
Элбэг Нигулэсугчи-хан (1361—1399) — великий хан Монгольского ханства (Северной Юань) (1394—1399), согласно Саган-Сэцэну младший брат и преемник монгольского Дзоригту-хана из рода Ариг-Буги. Согласно минским источникам он является первенцем Билигту-хана.

## Биография
Саган-Сэцэн, автор летописи «Эрденин Тобчи» утверждал, что Элбэг был младшим братом Дзоригту-хана, тогда как другие историки свидетельствуют, что он был сыном Билигту-хана. В 1394 году после смерти своего старшего брата, Дзоригту-хана, и его старшего сына Энке-хана Элбэг был посажен на монгольский ханский трон под именем Нигулэсугчи-хана. В начале своего правления Элбэг умертвил своего младшего брата Харагуцуг-Дэгурэнг-хунтайджи (1363—1399), а сам женился на его жене Улдзэйту-гоа-бигэчи. В правление Элбэга началось возвышение ойратского племенного союза в Западной Монголии. Элбэг пожаловал Батуле, старшему сыну Худхай-Тайю, титул «чинсан» и отдал ему в жену свою дочь Самур. Награду Батула-чинсан получил за то, что его отец Худхай-Тайю когда-то оказал личную услугу Элбэг-хану и помог завладеть красавицей Улдзэйту. Элбэг-хан поручил Батуле и Угэчи-Хашигу, двум сыновьям Тайю, ведать четырьмя туменами ойратов. В 1399 году монгольский хан Элбэг был разгромлен и убит ойратскими тайшами, братьями Батулой и Угэчи, которые отомстили ему за убийство своего отца Худхай-Тайю.